# Jan Gerard Kemmerling
Jan Gerard Kemmerling (Gulpen, 4 februari 1776 - Heerlen, 15 januari 1818) was een Nederlands politicus en bestuurder. Hij was burgemeester van Heerlen tussen 1805 en 1818. Zijn voorgangers waren grotendeels maires. Daarnaast was hij burgemeester van Nieuwenhagen, dat thans deel uitmaakt van de gemeente Landgraaf.
In de tijd dat de Fransen in 1795 aankwamen in Heerlen zag Kemmerling wel wat in de Franse ideeën over verlichting en revolutie. Hij diende als secretaris in het nieuwe kanton dat zich in het huidige Heerlen vestigde en werd in 1801 tevens notaris.
In 1805 werd hij maire (burgemeester) van Heerlen en in het jaar 1814 nam hij de Nederlandstalige term van burgemeester aan. Nadat Heerlen deel werd van het Koninkrijk der Nederlanden op 12 mei 1815 bleef hij burgemeester. De jaren daarna, tot aan zijn dood, fungeerde hij tevens als burgemeester van de destijds bestaande gemeente Nieuwenhagen. 